# Gerald Schotman
Gerald Schotman (Heino, 1961) is een Nederlands civiel ingenieur, algemeen directeur van de NAM, en sinds 2016 president van het Koninklijk Instituut van Ingenieurs.

## Levensloop

### Jeugd, opleiding en vroege carrière
Schotman was van jongs af aan gefascineerd door techniek, en een groot voorbeeld daarbij voor hem was Cornelis Lely. Na afronding van de middelbare school in 1979 begon hij de studie civiele techniek aan de Technische Universiteit Delft. In 1985 studeerde hij cum laude af,  waarbij hij het laatste jaar in Delft als onderzoeker heeft gewerkt.
Na zijn afstuderen begon Schotman in 1985 als onderzoeker bij het Shell onderzoekscentrum in Rijswijk. In de opvolgende jaren werkte hij in zowel technische als commerciële functies in het Verenigd Koninkrijk, in Brunei en in Oman. Terug in Nederland werd hij in 2006 in de divisie Exploration & Production benoemd als Vice President Strategy. In 2009 werd hij Chief Technology Officer en Executive Vice President Innovatie en Research & Development.

### Verdere carrière en nevenactiviteiten
Van 2009 tot 2014 werkte Schotman als chief technology officer van de Royal Dutch Shell aan de ontwikkeling van een wereldwijde technologieportfolio en technologie-strategie. In 2014 is hij benoemd tot algemeen directeur van de Nederlandse Aardolie Maatschappij (NAM).
In 2014 is Schotman onderscheiden als Innovator of the Year 2014. Bij het Koninklijk Instituut van Ingenieurs (KIVI) werd Schotman in juni 2016 benoemd tot president.